# Videosamtal
| Videosamtal |
| --- |
| Videomöte anno 2020, här via en smartmobil. - Betydelse – fjärrkommunikation via ljud och rörlig bild - Bakgrund – sent 1900-tal - Varianter – videokonferens (äldre begrepp), videomöte (flerparts telefonsamtal med rörlig bild, distribuerat via Internet) |

Videosamtal är en kommunikationsmetod, via ljud och rörlig bild. Det kan utföras mellan två personer (i likhet med telefonsamtal) eller fler än två (som ett videomöte eller videokonferens). Genom framväxten av internet har videosamtal blivit en mycket vanlig kommunikationsform, och de flesta människor i västvärlden har i början av 2020-talet tillgång till tekniken via sin dator eller smartmobil.
Tekniken kan också användas för telefoni mellan hörselskadade personer.

## Funktion och teknik

### Behov
Eftersom långa resor inom affärsvärlden och den internationella diplomatin ofta sker med flygplan förespråkar många videomöten på grund av den miljöförstöring flygplan medför.
Säkerheten är en annan aspekt som många ser som en stor fördel med att slippa resa. Dessutom ökar man effektiviteten genom att mötas via video, då det går betydligt snabbare att få till ett möte och mötet i sig blir oftast mer koncentrerat på ämnet eller agendan.
Videomöten är inte bara till för att spara pengar på resor och ersätta traditionella möten, utan även för att ersätta telefonsamtal så att man kan tyda ansiktsuttryck och kroppsspråk och på det sättet undvika eventuella missförstånd.

### Videosamtal
Ett videosamtal görs numera oftast via dator, surfplatta eller smartmobil med internetuppkoppling. Program som Skype, Zoom, Google Hangouts eller Meet erbjuder betaltjänster eller gratis alternativ för dem som vill kunna kommunicera med andra via videosamtal. Förutsättningen är då tillgång till en webbkamera, bildskärm och mikrofon, något som numera är standard på åtminstone bärbara enheter.
Uppringandet sker ofta genom att klicka på en länk, som kan hittas på webben eller skickas via ett mejl. Alternativt kan man använda kontaktlistan i datorprogrammet eller sin mobila enhet. Den uppringda får en avisering och kan välja att upprätta förbindelsen genom ett liknande klick på en datorikon. I regel behöver användarna ge programmet eller tjänsten tillåtelse att kontrollera datorns mikrofon och kamera.
Under samtalet presenteras den andra parten i samtalet i ett fönster på skärmen. Standardfunktioner inkluderar möjligheten att stänga av sin egen mikrofon (mjuta, om man tillfälligt måste avbryta samtalet för kommunikation i sitt fysiska rum), stänga av sin kamera (om man vill vara anonym eller spara bandbredd), skicka text via chatt och dela sin skärm.

### Videomöte
Ett videomöte arrangeras via video, mellan fler personer än två. Samma tekniska verktyg som vid ett tvåmannasamtal kan användas, men den mer situationen är lite mer komplicerad. Exempelvis kan en av deltagarna fungera som mötesvärd, med administrativa rättigheter att kunna blockera eller ändra tillgången till mötet för olika deltagare när behov uppstår. 
Videomöten möjliggör möten utan behov av resor till en gemensam mötesplats. Tidigare var detta en exklusiv men ibland pengabesparande mötesform inom företagsvärlden. Den moderna spridningen av bredband, smartmobiler, surfplattor och olika videotelefonitjänster har gjort videomöten, med en eller flera andra människor, allmänt tillgängliga även för privat bruk. Under det tidiga 2020-talets coronapandemi, med påbud om fysisk distansering, övergick en stor del av arbetslivet och utbildningsväsendet till kommunikation via videomöten.

## Historik

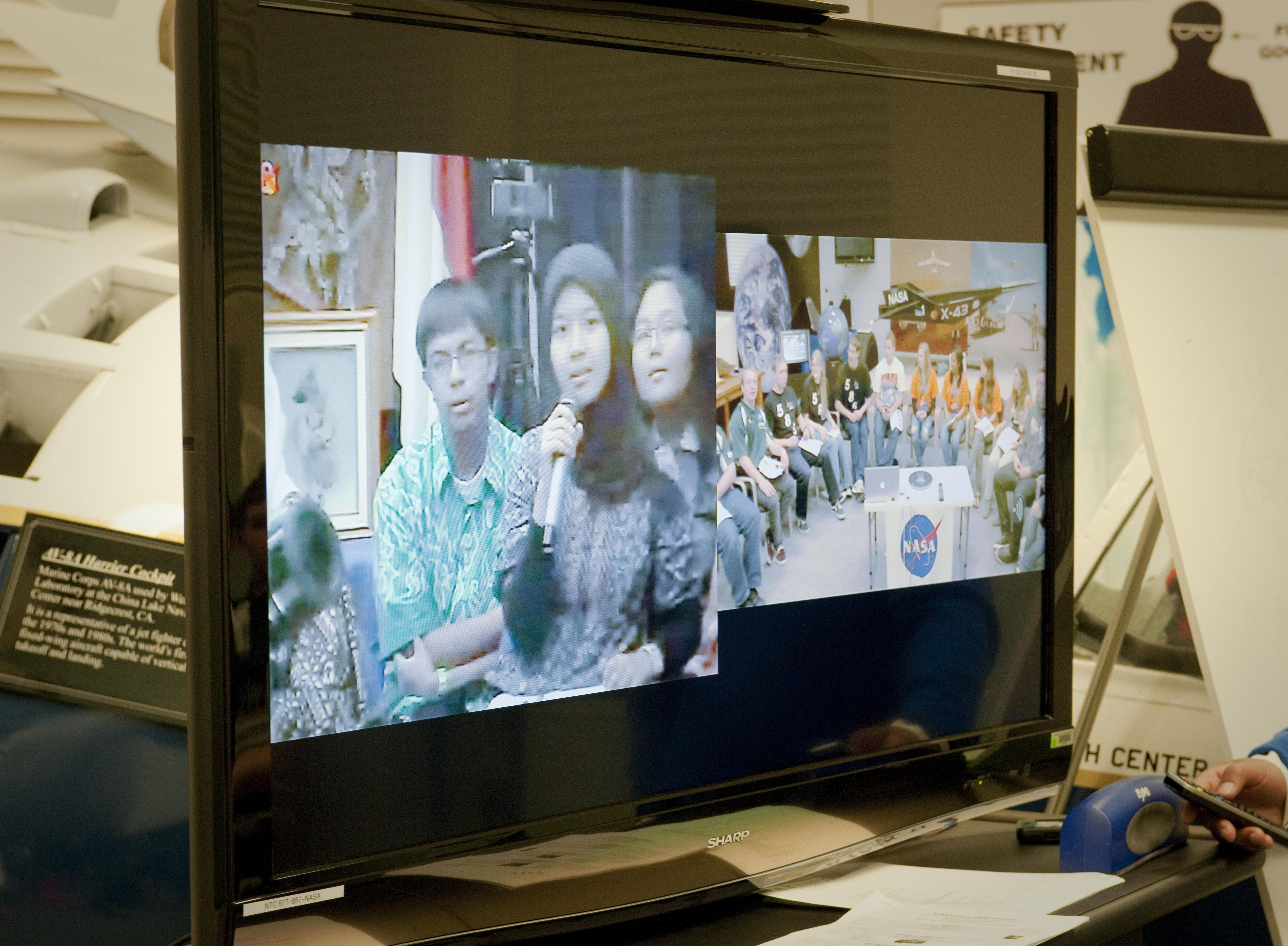
Indonesiska och amerikanska studenter som deltar i en utbildningsrelaterad videokonferens (2010).

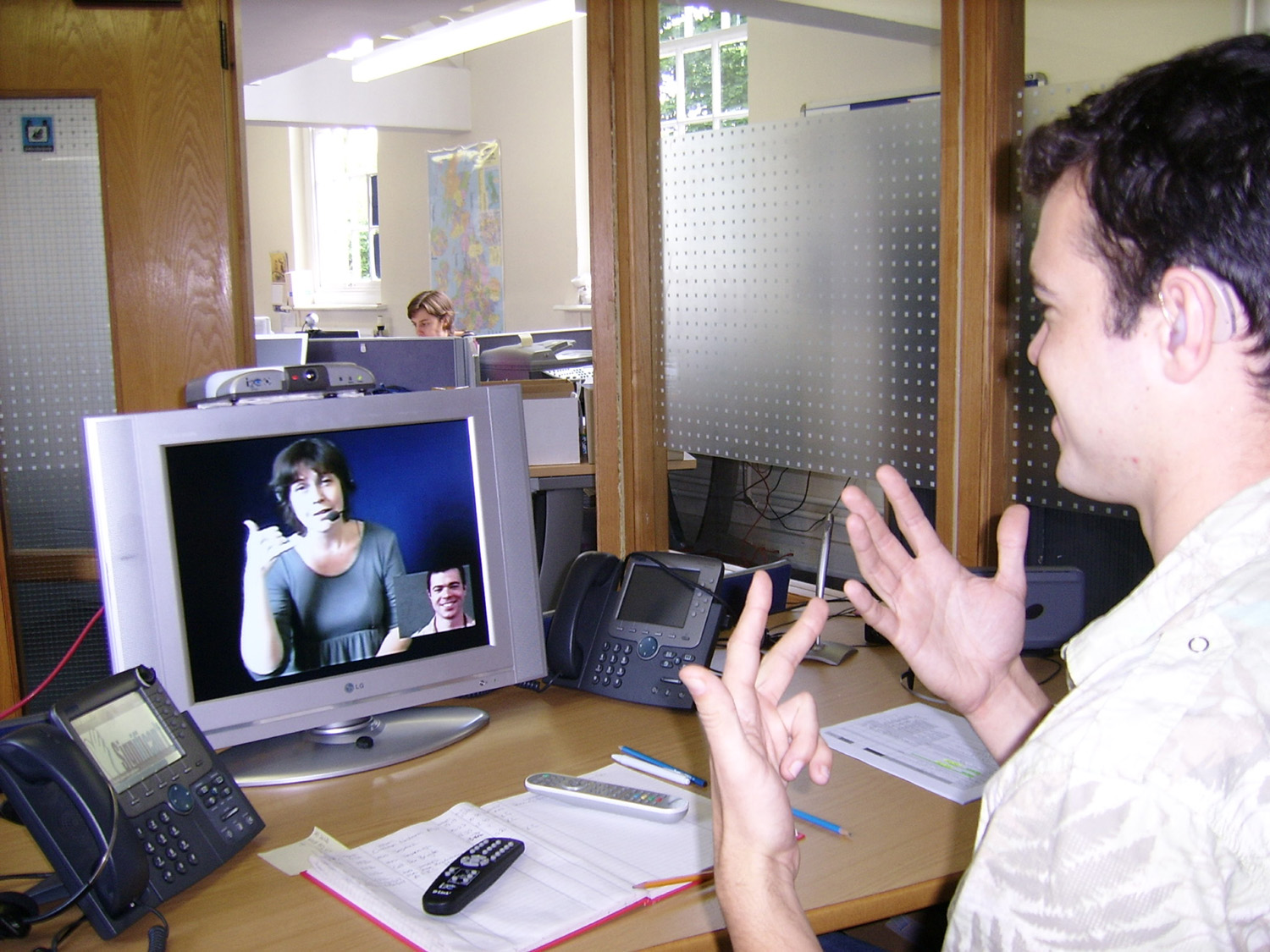
En döv person använder videokonferensteknik för att kommunicera med en person på en annan ort.

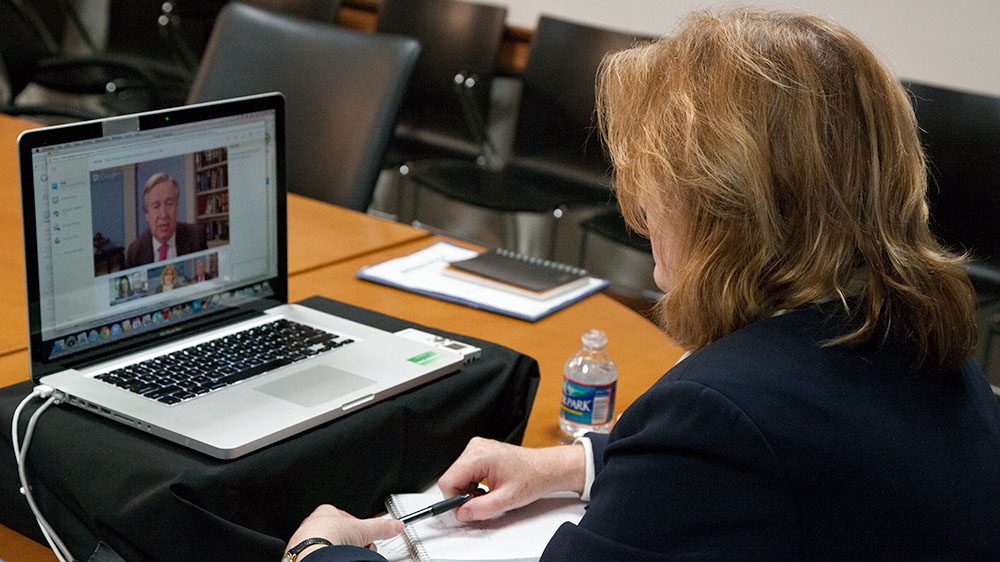
Allmänt tillgängliga videotelefonisystem som Skype och Google+ Hangout används på 2010-talet för videokonferenser på olika nivåer (här ett internationellt möte om hjälp till Syrien).

### Bakgrund
2000-talets videosamtalsapplikationer har sin bakgrund i den professionella och äldre bildtelefonin.
Den äldre termen telebild har uppkommit som en direktöversättning av varumärkesnamnet PictureTel. Denna var den dominerande hårdvaruleverantören av videokonferenssystem i videokonferensernas barndom.
Runt millennieskiftet fanns det färdiga kodek-lösningar, inklusive via ISDN (H320), IP (H.323) och IP (SIP). Senare utveckling av bredband, sedan 2010-talet ofta via fiber eller 4G-telefoni, har gjort tekniken alltmer spridd och tillförlitlig.
En tidigare exklusiv videokonferenstyp var telepresence, vilken sades ge högre närvarokänsla. Kamera och bildskärm styrdes med hjälp av fjärrkontroll.
En annan variant är mjukvarulösningar av olika slag. De är oftast mer krävande för användaren att hantera, samt mer instabila då det installeras på Mac eller PC tillsammans med många andra mjukvaror. Generellt har de betydligt sämre kvalitet än hårdvarulösningen men är billigare. Dock hänger kvalitet oftast ihop med kameran och datorns prestanda. Tjänsten Skype, lanserad 2003, var länge synonym med videosamtal för privatpersoner, men numera har en mängd internetbaserade alternativ vuxit fram.

### Senare år
I tider av pandemi (covid-19-pandemin 2020–2021) och regler om fysisk distansering har många skolsystem övergått till distansundervisning – via videomöten. Användningen av videosamtal ökade i såväl skola, arbetsliv som privatliv. En svensk undersökning 2021 visade att 86 procent av de svenska internetanvändarna hade haft videosamtal under det senaste året och 22 procent hade videosamtalat varje dag.
Med utvecklingen av Internet och utbyggnaden av bredband har allmänna – och ibland kostnadsfria – tjänster som Skype och Google+ Hangouts fått ökad användning; här kallas tjänsten ofta gruppvideosamtal. De används dels för bildtelefoni mellan två parter (inklusive som en alternativ TV-rapportering från korrespondenter) och med fler inblandade. Kvaliteten och tillförlitligheten beror dock på den tillgängliga bandbredden för alla inblandade parter, på grund av olika tillgång på bandbredd.
2020 års coronaviruspandemi spred användningen av videotelefonitekniker till än fler samhällssektorer. Stora delar utbildningsväsendet i många europeiska länder har kunnat skötas genom videotjänster som Zoom, medan Skype, Hangouts, Messenger och Jitsi är andra videosamtalsprogram. Gemensamt för plattformarna är funktioner som deltagande med eller utan bild, textchatt samt möjligheter att tysta sin egen mikrofon eller dela sin skärm (för presentation och instruktion).

## Källhänvisningar
1. ↑  ”Skype - Uppslagsverk - NE.se”. www.ne.se. https://www.ne.se/uppslagsverk/encyklopedi/l%C3%A5ng/skype. Läst 29 augusti 2021.
2. ↑  ”Arkiverade kopian”. Arkiverad från originalet den 18 september 2010. https://web.archive.org/web/20100918123557/http://www.telia.se/privat/om-telia/miljo/?sl=privat_om-telia_miljo. Läst 28 oktober 2012.
3. ↑  Karlsten, Emanuel (27 november 2020). ””Mjuta” måste bli årets nyord”. gp.se. https://www.gp.se/1.37706736. Läst 4 maj 2022.
4. ↑  http://www.ratsit.se/ReportCompanySmall.aspx?ID=5564696358
5. ↑  ”Arkiverade kopian”. Arkiverad från originalet den 23 juli 2012. https://web.archive.org/web/20120723003804/http://www.telepresenceworld.com/. Läst 28 oktober 2012.
6. ↑  http://www.telepresence.com/index-main.html
7. ↑  ”Digitala kommunikationstjänster”. Svenskarna och internet 2021. Internetstiftelsen. https://svenskarnaochinternet.se/rapporter/svenskarna-och-internet-2021/digitala-kommunikationstjanster/. Läst 25 mars 2022.
8. ↑  "Gruppvideo blir gratis i Skype". Telekomidag.se. Läst 27 februari 2015.
9. ↑  ”Stänga av eller slå på mikrofonen för Skype för företag-möte eller -samtal”. support.microsoft.com. https://support.microsoft.com/sv-se/office/stänga-av-eller-slå-på-mikrofonen-för-skype-för-företag-möte-eller-samtal-47399948-db7f-4ee5-8e61-53a94bb97704. Läst 20 september 2020.